# 虞松
虞松（215年—3世纪），字叔茂，陈留人，一作会稽人，东汉末年九江太守边让外孙。三国时期曹魏官员。

## 生平
虞松弱冠之年即有才，景初年间随太尉司马懿征辽东，司马懿命他作檄文，平定割据辽东的公孙渊后，又由他作露布（捷报）。虞松随军班师后，司马懿辟他为掾，正始年间，迁中书郎。
司马懿之子司马师为大将军辅政后，以虞松参计谋。嘉平五年（253年）五月，孙吴太傅诸葛恪围攻合肥新城，蜀汉卫将军姜维出兵围攻狄道。司马师问虞松：“如今东、西都有战事，都告急，诸将卻意氣消沉，怎么办？”虞松举昔日周亚夫坚壁于昌邑而七国之乱自败的例子，指出诸葛恪尽出锐兵却只攻打新城，是想要决战，如果不能破城又不能决战，拖延日久，势必自退；姜维手握重兵却只是响应诸葛恪，也不是能深入的，以为魏军肯定集中用兵东线，西线必空虚，才直入的，如果派关中诸军倍道急赴，出其不意，姜维也将退兵。司马师认为他说的对，派车骑将军都督雍、凉两州军事郭淮、雍州刺史陈泰率关中军队解狄道之围，敕镇东将军都督扬州毌丘俭等自守，不救新城。姜维果然粮尽而退，诸葛恪未能攻克新城，军队疲劳多病，也只得退兵。果然都如虞松所料。
甘露元年（256年）二月，魏帝曹髦宴群臣于太极东堂，与侍中荀顗、尚书崔赞、袁亮、钟毓、时任给事中中书令虞松等一起讲述礼典，于是言及帝王优劣之分，谈论少康和汉高祖。次日经筵讲读完毕后，荀顗、袁亮等认为少康为优，而崔赞、钟毓、虞松等认为“少康德行优秀，汉高祖功绩多，比较起兵的家底则少康成功容易，比较时局则高祖成功更难”。曹髦指出上古时代凭借仁德勋业成事容易，秦汉之交凭借武力成事容易，少康立德，高祖立功，所以少康在高祖之上；少康能够诛灭暴者（指寒浞势力），武功也未必逊于高祖；少康的功绩因相关史料不全才不显，仅有伍员粗述大略，但也能从中看出少康是大才，如果关于其言行的史料完备了，便没有异议了。众臣都悦服。虞松称赞曹髦所论，建议记录成篇，流传后世。曹髦认为自己的学问还不够，不应贻笑后世，没有答应。钟毓弟侍郎钟会退下后，还是记录下了曹髦的话。
秘书郎郑默考核旧文，删省浮秽，著《魏中经簿》。虞松说：“而今而后，朱紫（比喻善恶）别矣。”
虞松后来担任太守、大司农。子虞濬，字显弘，西晋年间官至廷尉。
虞松擅长书法，有隶纸草书，具姓名一纸，十一行，被唐朝窦泉认为可入品流，记入《述书赋》。

## 存疑记载
《魏晋世语》记载，司马师曾命虞松作表文，数次都不满意。过了很久，虞松不知道怎么改，焦虑之情溢于言表。尚书中书侍郎钟会察觉，问他，他以实情回答。钟会取来表文看，改了五个字。虞松悦服，呈给司马师，司马师说：“这不应该是你写的，是谁写的？”虞松说：“钟会。之前也想说，正好公问我，我不敢贪冒其能。”司马师认为钟会可大用，可令他前来。钟会问虞松司马师的能力，虞松说：“博学明识，无所不贯。”于是钟会与司马师相见，司马师赞钟会“真王佐材”。《册府元龟》亦收录这则故事。但南朝宋史学家裴松之质疑：钟会是名门之子，早有声誉，弱冠之年已为显赫朝官，司马师怎么可能不认识他，要等他改了虞松的表文再通过虞松举荐才能相识，而且如果之前不相识，作为政治家的司马师怎么可能见钟会改了五字便知其可大用？
西晋元康六年（296年），时任太常虞松考正旧仪，但至死没完成。此虞松与上述年代差距甚远，或非一人。

## 文学形象
在罗贯中历史小说《三国演义》中，虞松主动对司马师献计，且被称为“主簿”。